# Konopielka
Pour plus de détails, voir Fiche technique et Distribution.
Konopielka est un film polonais réalisé par Witold Leszczyński, sorti en 1982.
C'est l'adaptation du roman du même nom de Edward Redlinski.

## Synopsis
Kaziuk, un paysan têtu, et sa femme enceinte vivent dans un village reculé, à l'écart de la civilisation. Une nouvelle institutrice est envoyée dans la région. Elle suscite des fantasmes érotiques chez Kaziuk.

## Fiche technique
- Titre français : Konopielka
- Réalisation : Witold Leszczyński
- Scénario : Witold Leszczyński d'après le roman de Edward Redlinski
- Costumes : Anna Ostapinska
- Photographie : Zbigniew Napiórkowski
- Montage : Lucja Osko
- Musique : Wojciech Karolak
- Pays d'origine : Pologne
- Format : Noir et blanc - 35 mm - Mono
- Genre : comédie dramatique
- Durée : 92 minutes
- Date de sortie :
  - Pologne : 16 septembre 1982

## Distribution
- Krzysztof Majchrzak : Kaziuk Bartoszewicz
- Anna Seniuk : Handzia, la femme de Kaziuk
- Joanna Sienkiewicz : professeur Jola
- Tomasz Jarosinski : Ziutek, le fils de Kaziuk
- Jerzy Block : Józef, le père de Kaziuk
- Franciszek Pieczka : Dziad / Dieu dans le rêve de Kaziuk